# 亦黑迷失
亦黑迷失（?—?），又作也黑迷失，元朝航海家。
畏兀儿人，至元二年（1265年），充元世祖的宿卫，至元九年（1272年），出使海外八罗孛国（今印度西南马拉巴尔），与其国人以珍宝奉表至元朝京师大都。至元十二年（1275年），再次出使八罗孛国，与其国师以名药献于元廷。至元十四年（1277年），封兵部侍郎。至元十八年（1281年），任荆湖占城行省参知政事。至元二十一年（1284年），出使僧伽剌（斯里兰卡），回国后，以参知政事管领镇南王府事。后与平章阿里海牙等出征占城。至元二十四年（1287年），出使马八儿国（今印度东南）。取佛钵舍利，得良医善药，使者带着贡品药材随他回到元朝。充宿卫。授江淮行尚书省左丞、行泉府太卿。至元二十九年（1292年），因熟悉海道，拜福建行省平章政事，与史弼等率兵攻爪哇，掌海道事。至占城，又遣使招谕南巫里（苏门答腊西）、速木都剌（苏门答腊）等国。次年，招降葛郎国。因爪哇国王降而复反，班师，与史弼获罪削职，没收家产三分之一。至大三年（1310年），官至平章政事、集贤院使、兼领会同馆事。后告老家居。元仁宗时封吴国公，去世。

## 延伸阅读
[在维基数据编辑]
 《元史·卷131》，出自宋濂《元史》
 《新元史/卷181》，出自柯劭忞《新元史》